# Escut de Gurb

Representació de l'escut heràldic municipal de Gurb segons el seu blasonament oficial

L'escut de Gurb és un símbol oficial d'aquest municipi d'Osona i es descriu mitjançant el llenguatge tècnic de l'heràldica amb el següent blasonament:
«Escut caironat: de gules, un mont d'argent movent de la punta somat d'un castell d'argent obert, acostat de dos monts floronats d'or i sobremuntat de tres estrelles d'argent de vuit puntes malordenades. Per timbre, una corona mural de poble.»

## Disseny
La composició de l'escut està formada sobre un fons en forma de quadrat recolzat sobre un dels seus vèrtexs, anomenat escut caironat, segons la configuració difosa a Catalunya i d'altres indrets de l'antiga Corona d'Aragó i adoptada per l'administració a les seves especificacions per al disseny oficial dels municipis dels ens locals. És de color vermell (gules), amb el dibuix simbòlic d'un mont o muntanya en forma de semicercle, sortint de la part inferior de l'escut (movent de la punta) i, a sobre i tocant el mont (somat), una representació heràldica d'un castell merletat, amb les seves tres torres –essent la del mig, també anomenada torre mestra, més alta que la resta–, de color blanc o gris clar (argent), amb les portes i finestres del color del fons de l'escut (obert). A cada lateral del castell (acostat) hi ha un dibuix heràldic d'un mont floronat, que és la unió d'un mont i una flor de lis de color groc (or). Per sobre del castell i sense tocar-hi (sobremuntat) hi ha tres estrelles de vuit puntes de color blanc o gris clar (argent) en posició 1-2 (malordenades).
L'escut està acompanyat a la part superior d'un timbre en forma de corona mural, que és l'adoptada pel Departament de Governació d'Administracions Locals de la Generalitat de Catalunya per timbrar genèricament els escuts dels municipis. En aquest cas, es tracta d'una corona mural de poble, que bàsicament és un llenç de muralla groc (or) amb portes i finestres de color negre (tancat de sable), amb quatre torres merletades, de les quals se'n veuen tres.

## Història

Representació heràldica de l'escut d'armes usat anteriorment per l'Ajuntament

L'Ajuntament va acordar en ple iniciar l'expedient d'adopció de l'escut el dia 10 de setembre de 2009, per adaptar-se a la normativa actual i substituir l'escut que anava fent servir fins llavors. Després dels tràmits reglamentaris, l'escut es va aprovar el 23 de desembre de 2010 i fou publicat al DOGC número 5.797 de 17 de gener de 2011.

Escut d'armes de la casa dels Gurb

El castell sobre un mont representa el castell feudal de Gurb, en ruïnes pràcticament des del segle xiv, que fou bressol i primera possessió del llinatge dels Gurb, simbolitzats pel mont floronat extret de les seves armories. Les estrelles, també presents a les armes dels Gurb, són un senyal tradicional amb què s'identifica el municipi.

## Bandera de Gurb
La bandera oficial de Gurb] té la següent descripció:
Bandera apaïsada, de proporcions dos d'alt per tres de llarg, vermella, amb una punta ogival blanca, de base 22/40, posada a la vora inferior i naixent de l'angle d'aquesta vora i de la de l'asta, i amb el vèrtex a la vora superior i a 11/39 de la de l'asta.
Va ser aprovada l'11 de novembre de 2013 i publicada al DOGC el 19 de novembre del mateix any amb el número 6504.